# Caleb Plant
Caleb Plant est un boxeur américain né le 8 juillet 1992 à Ashland City.

## Carrière
Passé professionnel en 2014, il remporte le titre de champion du monde des poids super-moyens IBF le 13 janvier 2019 après sa victoire aux points contre Jose Uzcategui. Plant conserve son titre le 20 juillet 2019 en battant par arrêt de l'arbitre au 3e round Mike Lee ; le 15 février 2020 Vincent Feigenbutz par arrêt de l'arbitre au 10e round et le 30 janvier 2021 Caleb Truax aux points.
Caleb Plant affronte le 6 novembre 2021 Canelo Álvarez pour l'unification des ceintures en super-moyens mais s'incline par KO au 11e round.